# Giuseppe D'Angelo
Giuseppe D'Angelo (Calascibetta, 15 novembre 1913 – Roma, 18 dicembre 1991) è stato un politico italiano, ex presidente della Regione Siciliana.

## Biografia
Professore di filosofia, vicino alle gerarchie ecclesiastiche ennesi, ufficiale di fanteria durante la seconda guerra mondiale, diviene nel 1944 riferimento dei reduci di guerra della provincia. Eletto sindaco di Calascibetta, nelle prime elezioni per l'Assemblea regionale siciliana, nel 1947, viene eletto nel collegio di Enna nella lista della Democrazia Cristiana. Diviene subito assessore regionale, con delega all'alimentazione. Nei successivi governi, sarà ai Lavori pubblici, e poi al Turismo nella II legislatura (1951-55).
Nella III legislatura inizia come assessore all'Amministrazione civile, ma poi passa all'opposizione dei governi guidati da Silvio Milazzo e si avvicina alla sinistra DC. Dopo la crisi del milazzismo, nel settembre 1961 viene chiamato a guidare il primo governo regionale di centro-sinistra, il primo del genere in tutta Italia. Guiderà sei governi, fino al 4 agosto 1964.
Si adoperò da presidente della Regione per la moralizzazione della vita pubblica, contro gli esattori privati che avevano in appalto la riscossione delle tasse nell'isola (in particolare i cugini Nino ed Ignazio Salvo), e per il riscatto dell'isola dalla criminalità mafiosa. Durante la sua legislatura e imponendosi sul suo stesso partito, riuscì ad ottenere che l'Assemblea regionale siciliana chiedesse l'istituzione di una Commissione parlamentare di inchiesta sulla mafia (mozione approvata all'unanimità dall'Assemblea siciliana il 30 marzo 1962). Nel 1963, a seguito del clamore suscitato dalla strage di Ciaculli, dispose un'ispezione straordinaria presso il Comune di Palermo che affidò ad una commissione guidata dal funzionario ministeriale Tommaso Bevivino, la quale fece emergere la sistematica speculazione edilizia che interessava la città meglio nota come "sacco di Palermo". Inoltre dispose analoghe ispezioni presso le amministrazioni comunali di Messina, Catania, Caltanissetta, Agrigento e Trapani, che fecero emergere ulteriori speculazioni edilizie ed irregolarità varie.
Il suo governo regionale cadde per le posizioni poco chiare emerse nella sua coalizione, ad opera in particolare del PSI.
La legislatura successiva, nelle elezioni del 1967, non venne rieletto.
Successivamente diverrà presidente dell'Ente Minerario Siciliano (EMS), e poi della Siciliana gas, la società regionale per la metanizzazione dell'isola.